# Krîjcene, Cernihivka
Krîjcene (în ucraineană Крижчене) este un sat în comuna Novokazankuvate din raionul Cernihivka, regiunea Zaporijjea, Ucraina.

## Demografie
Componența lingvistică a localității Krîjcene
     Ucraineană (95,28%)
     Rusă (3,77%)
     Alte limbi (0,94%)
Conform recensământului din 2001, majoritatea populației localității Krîjcene era vorbitoare de ucraineană (95,28%), existând în minoritate și vorbitori de rusă (3,77%).